# 瓦尔特·马尔希
瓦尔特·马尔希（Walter March，1898年8月26日—1969年8月23日）是一位德国建筑师。他曾在1925年跟从美国建筑师弗蘭克·勞埃德·賴特学习。他和哥哥维尔纳·马尔希共同设计了1936年夏季奥运会主體育場柏林奧林匹克體育場，此外他還設計了奥运村。1937年，瓦尔特·马尔希移居美国。他曾参与纽约都会区的很多建筑的设计工作，其中就包括纽约的克萊斯勒大廈。